# Antonov An-140

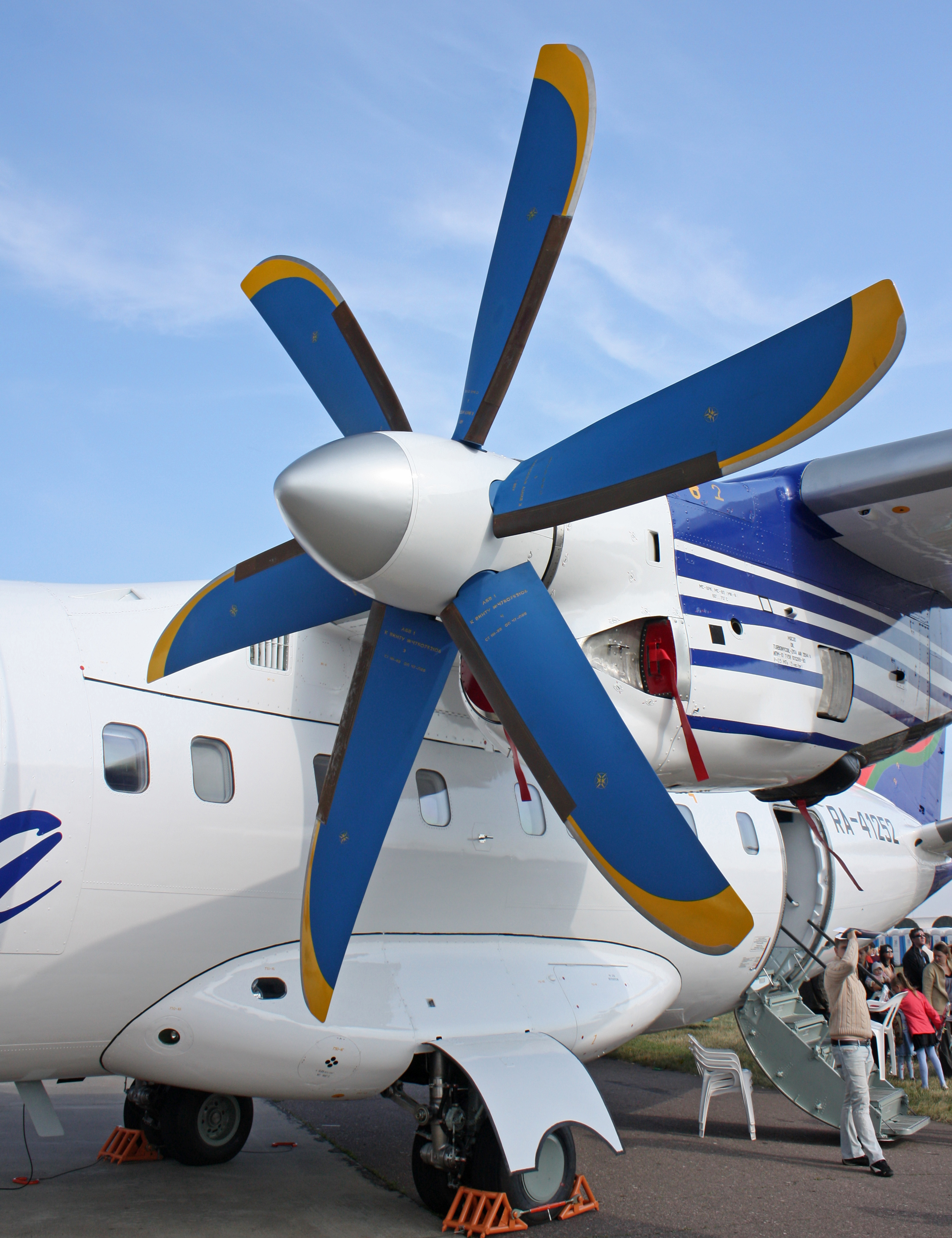
Motor van een An-140

De An-24 is een tweemotorig propellervliegtuig van de Oekraïense vliegtuigbouwer Antonov.

## Specificaties
- Bemanning: 2
- Maximumcapaciteit: 52 passagiers
- Lengte: 22,60 m
- Spanwijdte: 24,505 m
- Hoogte: 8,23 m
- Vleugeloppervlak: 51 m²
- Leeggewicht: 12.810 kg
- Maximumstartgewicht: 19.150 kg
- Motor: 2× Klimov TV3-117VMA-SBM1 of Pratt & Whitney Canada PW127A-turboprops
- Aantal motoren: 2
- Vermogen: 2.469 pk (2.838 kW) elk
- Maximumsnelheid: 575 km/h
- Kruissnelheid: 460 km/h
- Maximumhoogte: 7.600 m
- Bereik: 3.680 km

## Incidenten en ongelukken
- In december 2002 stortte een An-140 neer tijdens het aanvliegen op Isfahan International Airport. Onder de passagiers zaten vele van de beste Oekraïense vliegtuigontwerpers en ingenieurs die onderweg waren naar de inhuldiging van een nieuwe versie van de An-140. Alle 45 passagiers kwamen om. De officiële oorzaak van de crash is nooit bekendgemaakt.
- Op 23 december 2005 stortte een An-140 van Azerbaijan Airlines  neer in de Kaspische Zee zo een 32 km van Bakoe, de hoofdstad van Azerbeidzjan. Al de  achttien passagiers en vijf bemanningsleden kwamen om. Uit het onderzoek na de crash bleek dat de drie onafhankelijke gyroscopen niet goed werkten. Azerbaijan Airlines is hierna gestopt met het gebruikmaken van An-140's en heeft zijn bestelling van enkele nieuwe An-140's uitgesteld.
- Op 6 september 2008 moest een An-140 van Southern Airlines Ukraine een noodlanding maken op de luchthaven Kiev Boryspil nadat het voorste gedeelte van het landingsgestel niet uitgeklapt kon worden. Het vliegtuig landde veilig op een speciaal schuimdeken. Alle passagiers kwamen er met de schrik vanaf.